# Рио Секо (Болоња)
Рио Секо (итал. Rio Secco) је насеље у Италији у округу Болоња, региону Емилија-Ромања.
Према процени из 2011. у насељу је живело 19 становника. Насеље се налази на надморској висини од 747 м.